# Gidai-öböl
A Gidai-öböl (oroszul Гыданская губа [Gidanszkaja guba]) a Kara-tenger nyugati felének egyik öble Oroszországban, az Ob-öböl és a Jenyiszej-öböl között. Partvidéke közigazgatásilag Jamali Nyenyecföldhöz tartozik.
A „kifli” alakú félsziget mélyen benyúlik délkelet felé a Gidai-félsziget belsejébe. Nyugaton a Javaj-félsziget, keleten és északon a Mamont-félsziget határolja.
Hossza kb. 200 km, legnagyobb szélessége 62 km, mélysége 5–8 m. A régiót zord sarkvidéki éghajlat uralja, a jégmentes időszak évente kevesebb mint 80 napig tart. 
Déli részébe két nagyobb folyó ömlik, a Juribej és a Gida (147 km).